# Peta Jensen
Peta Jensen (* 24. prosince 1990 Zephyrhills, Florida) je americká pornografická herečka specializující se na klasický sex s muži, orální a anální sex.

## Životopis a kariéra
Narodila se ve floridkém městě Zephyrhills na Štědrý den roku 1990. Začínala jako erotická tanečnice. S pornem začala ve 24 letech. V současnosti (2017) pracuje pro Brazzers.